# Батильда Шаумбург-Липпская
Батильда Мария Леопольдина Анна Августа Шаумбург-Липпская (нем. Bathildis Marie Leopoldine Anna Auguste zu Schaumburg-Lippe; 21 мая 1873, Богемия — 6 апреля 1962, Арользен) — принцесса Шаумбург-Липпская, в браке княгиня Вальдек-Пирмонтская, супруга князя Фридриха Вальдек-Пирмонтского.

## Биография
Батильда родилась в семье принца Вильгельма Шаумбург-Липпского и его супруги Батильды Ангальт-Дессауской, став шестым ребёнком в семье. Старшей сестрой Батильды была Шарлотта, последняя королева Вюртемберга, а младшей — Аделаида, последняя герцогиня Саксен-Альтенбургская. Всего в семье было 8 детей. Имя принцессы Батильды фигурировало в 1892-93 гг. в связи с семейной встречей в Копенгагене и обсуждениями брачных планов на счёт цесаревича Николая. 
9 августа 1895 года принцесса вышла замуж за троюродного брата, принца Фридриха Вальдек-Пирмонтского, сына князя Вальдек-Пирмонтского Георга Виктора и принцессы Елены Нассауской. Принц приходился родным братом Эмме, королеве Нидерландов. Таким образом, принцесса Батильда была тёткой королевы Вильгельмины Нидерландской.
В семье родилось четверо детей:
- Йозиас, наследный принц Вальдек-Пирмонтский (1896—1967)
- Максимилиан Вильгельм Густав Герман (1898—1981)
- Елена Батильда Шарлотта Фридерика Мария (1899—1948), в браке наследная принцесса Ольденбургская
- Георг Вильгельм Карл Виктор (1902—1971)

### Титулы
- 21 мая 1873 — 9 августа 1895: Её Светлость Принцесса Шаумбург-Липпская
- 9 августа 1895 — 26 мая 1946: Её Светлость Принцесса Вальдек-Пирмонтская
- 26 мая 1946 — 6 апреля 1962: Её Светлость Вдовствующая принцесса Вальдек-Пирмонтская